# Casa Salvador Carreras
La Casa Salvador Carreras és un edifici de Terrassa inclòs a l'Inventari del Patrimoni Arquitectònic de Catalunya, situat al carrer del Comte Borrell, al barri de Ca n'Aurell.

## Descripció
És un senzill habitatge unifamiliar entre mitgeres, de planta rectangular, format per planta baixa i un pis. Totes les obertures de la façana són allindanades, arrodonides als angles i es troben decorades amb motllures d'emmarcament de tipus modernista. A la planta baixa hi ha la porta d'accés a la banda esquerra, i una finestra a la dreta; al primer pis hi ha un balcó amb barana panxuda. El coronament de l'edifici és amb cornisa mixtilínia.

## Història
La Casa Salvador Carreras va ser bastida l'any 1904 per l'arquitecte Antoni Pascual i Carretero.